# Автономний режим
Автономний режим — режим роботи, за якого об'єкт, система, пристрій функціонують самостійно, без керування з боку верхнього рівня.

## Джерело
- Мала гірнича енциклопедія : у 3 т. / за ред. В. С. Білецького. — Д. : Донбас, 2004. — Т. 1 : А — К. — 640 с. — ISBN 966-7804-14-3.
- Бойко В.С., Бойко Р.В. Тлумачно-термінологічний словник-довідник з нафти і газу. Тт. 1-2, 2004-2006 рр. 560 + 800 с.